# The Very Best of the Bee Gees
| Đánh giá chuyên môn | Đánh giá chuyên môn |
| Nguồn đánh giá      | Nguồn đánh giá      |
| Nguồn               | Đánh giá            |
| ------------------- | ------------------- |
| Allmusic            | [ 1 ]               |

The Very Best of the Bee Gees là một album tuyển tập của ban nhạc pop Anh/Úc Bee Gees. Ban đầu nó được Polydor Records phát hành vào tháng 11 năm 1990 cùng thời gian với phiên bản Tales from the Brothers Gibb. 
Album chủ yếu nhắm vào thị trường châu Âu, thể hiện bằng việc loại trừ những bài hit của Mỹ "I Started a Joke", "Lonely Days", and "How Can You Mend a Broken Heart".
Album đã được phát hành lại nhiều lần, trong đó có một phiên bản năm 1996 với danh sách thiếu 2 bài "You Win Again" và "Ordinary Lives".

## Danh sách bài hát
Tất cả các ca khúc được viết bởi Barry Gibb, Maurice Gibb, và Robin Gibb.
| STT | Nhan đề                                            | Năm  | Thời lượng |
| --- | -------------------------------------------------- | ---- | ---------- |
| 1.  | "New York Mining Disaster 1941" (B. Gibb, R. Gibb) | 1967 | 2:11       |
| 2.  | "To Love Somebody" (B. Gibb, R. Gibb)              | 1967 | 3:01       |
| 3.  | "Massachusetts"                                    | 1967 | 2:23       |
| 4.  | "World"                                            | 1967 | 3:14       |
| 5.  | "Words"                                            | 1968 | 3:15       |
| 6.  | "I've Gotta Get a Message to You"                  | 1968 | 3:07       |
| 7.  | "First of May"                                     | 1969 | 2:48       |
| 8.  | "Don't Forget to Remember" (B. Gibb, M. Gibb)      | 1969 | 3:28       |
| 9.  | "Saved by the Bell" (R. Gibb)                      | 1969 | 3:06       |
| 10. | "Run to Me"                                        | 1972 | 3:06       |
| 11. | "Jive Talkin'"                                     | 1975 | 3:43       |
| 12. | "Nights on Broadway"                               | 1975 | 4:26       |
| 13. | "You Should Be Dancing"                            | 1976 | 4:46       |
| 14. | "How Deep Is Your Love"                            | 1977 | 4:02       |
| 15. | "More Than a Woman"                                | 1977 | 3:15       |
| 16. | "Stayin' Alive"                                    | 1977 | 4:42       |
| 17. | "Night Fever"                                      | 1977 | 3:30       |
| 18. | "Too Much Heaven"                                  | 1978 | 4:56       |
| 19. | "Tragedy"                                          | 1979 | 5:02       |
| 20. | "You Win Again"                                    | 1987 | 3:57       |
| 21. | "Ordinary Lives"                                   | 1989 | 4:05       |

## Bảng xếp hạng
| Chart (1991)                   | Peak position |
| ------------------------------ | ------------- |
| Album Áo (Ö3 Austria)          | 9             |
| Chart (1992)                   | Peak position |
| Album Hà Lan (Album Top 100)   | 8             |
| Chart (1994)                   | Peak position |
| Album Úc (ARIA)                | 7             |
| Chart (1995)                   | Peak position |
| Canadian Albums (RPM)          | 42            |
| Chart (1997)                   | Peak position |
| Album Bỉ (Ultratop Vlaanderen) | 23            |
| Album Bỉ (Ultratop Wallonie)   | 19            |
| Album New Zealand (RMNZ)       | 5             |

## Ghi nhận
| Quốc gia                                                                           | Chứng nhận  | Số đơn vị/doanh số chứng nhận |
| ---------------------------------------------------------------------------------- | ----------- | ----------------------------- |
| Áo (IFPI Áo)                                                                       | Gold        | 25.000*                       |
| Đức (BVMI)                                                                         | 2× Platinum | 1.000.000^                    |
| New Zealand (RMNZ)                                                                 | Platinum    | 15.000^                       |
| Ba Lan (ZPAV)                                                                      | Gold        | 0*                            |
| Thụy Sĩ (IFPI)                                                                     | Platinum    | 50.000^                       |
| Anh Quốc (BPI)                                                                     | 3× Platinum | 900.000^                      |
| * Chứng nhận dựa theo doanh số tiêu thụ. ^ Chứng nhận dựa theo doanh số nhập hàng. |             |                               |